# Neomelicharia guttulata
Neomelicharia guttulata är en insektsart som först beskrevs av Stsl 1863.  Neomelicharia guttulata ingår i släktet Neomelicharia och familjen Flatidae. Inga underarter finns listade i Catalogue of Life.